# Eine Frau kommt an Bord
Eine Frau kommt an Bord (Originaltitel: Passage Home) ist ein britisches Filmdrama von Regisseur Roy Ward Baker aus dem Jahr 1955 mit Anthony Steel, Peter Finch, Diane Cilento und Cyril Cusack in den Hauptrollen. Der Film wurde von der Group Film Productions Limited für die Rank Organisation nach dem gleichnamigen Roman Passage Home von Richard Armstrong produziert.

## Handlung
Handlungsstrang in der Gegenwart: Bei der Verabschiedung ihres Kapitäns John Ryland überreicht die Handelsgesellschaft ihrem Offizier das Gemälde eines alten Schiffes. Es handelt sich bei dem Bild um die SS-Bolinga, einen britischen Frachter mit bewegter Vergangenheit, ein Schiff, das überwiegend für Handelspassagen für Waren und Güterverkehr Richtung Südamerika eingesetzt wurde. Den Kapitän überkommen bei der Übergabe im Rahmen der feierlichen Abschiedszeremonie sehr gemischte Gefühle und viele einschneidende Erinnerungen an seine erste Fahrt auf diesem Schiff. Die Geschichte wird nunmehr als Rückblende erzählt:
Handlungsstrang in der Vergangenheit: Die angestrebte Passage der Bolinga mit Kurs Heimathafen Liverpool steht von Anfang an unter keinem guten Stern. Es herrschen wirtschaftlich angespannte, raue Zeiten und die Sitten sind roh. Für viele ist dieser Kahn die letzte Hoffnung vor dem Abmustern und den damit verbundenen finanziellen Einbußen und dem gesellschaftlichen Absturz. Man schreibt das Jahr 1931 und die Weltwirtschaft befindet sich mitten in der Depression. Statt das Schiff in seinem südamerikanischen Hafen in Villa Monte noch gründlich generalüberholen zu lassen, mahnt die Handelsgesellschaft zur Eile. Teile der Mannschaft amüsieren sich jedoch in einer heruntergekommenen Kneipe, der Proviant der an Bord genommen wird, ist kaum genießbar und zu allem Überfluss weist der örtliche Prokunsul Gutierres Kapitän Ryland an, einen Passagier mit auf die Reise zu nehmen. Ryland, der von dieser Tatsache wenig begeistert ist, erstens weil es gegen alle seine Prinzipien verstößt, nur Frachtgut und keine Menschen zu befördern, und zweitens weil der Offizier es in der Regel gewohnt ist, selbst die Befehle zu erteilen und nicht sie entgegenzunehmen. Lediglich die Aussicht, auf der Passage heimwärts durch einen Tiertransport von einigen Zuchtbullen Profit für Reederei und Mannschaft zu erwirtschaften, mildert seine angespannte Verfassung.
Als Ryland am frühen Morgen den Passagier persönlich am Quai abholt, sinkt seine Laune jedoch gegen den Nullpunkt. Eine Frau kommt an Bord. Es handelt sich zwar um eine attraktive junge Gouvernante namens Ruth Elton, die aus beruflichen Gründen die Heimreise nach England antreten muss, doch der Kapitän weiß genau, was das für seine Offiziere, die Mannschaft und ihn selbst bedeutet, nämlich eine zusätzliche Last an Verantwortung und einen Haufen neuer unerwünschter Probleme für alle Beteiligten.
Kaum hat Ryland die junge Gouvernante an Bord geholt und seinen drei Offizieren Llewellyn, Vosper und Stebbings vorgestellt und anschließend in der Lotsenkabine untergebracht, werden auch schon hinter seinem Rücken von allen Seiten versteckt oder offen alle möglichen Bemerkungen und abergläubische Kommentare losgetreten. Während Chefingenieur und Maschinist Pettigrew aus seinem Herzen keine Mördergrube macht und argwöhnisch mit der alten Seemannsweisheit: „Auf dem Schiff langes Haar, bringt Gefahr!“ daherkommt, ist Bohannon der Steward der Bolinga im Gegensatz hocherfreut über die Abwechslung und die Tatsache als Mann mit gehobenen Berufserfahrungen und Ansprüchen, als ehemaliges Servicepersonal auf einem Luxusdampfer, eine Dame als Gast bewirten zu dürfen. Teile der Mannschaft sehen die Frau hingegen mit unverhohlener sexueller Lüsternheit, andere mit strikter Ablehnung, Misstrauen oder einfach nur mit Gleichgültigkeit. Für die nächsten 30 Tage, und solange wird die Schiffspassage nach Liverpool aller Voraussicht nach andauern, sind bewegende Zeiten garantiert.
Ernie der Bootsmann ist während der Passage voller Sorgen und gesundheitlich in keinem guten Zustand. Er bemüht sich um Harmonie und Ausgleich auf dem Schiff, doch so richtig kann er es keinem an Bord Recht machen. Shorty, ein grüner noch unerfahrener Junge, bereitet ihm Kummer, denn er wird von allen Seiten als Sündenbock missbraucht. Seine Frau erwartet in der Heimat zu allem Überfluss hochschwanger bereits das siebente Kind und er sitzt zwischen allen Stühlen, was ihm mehr und mehr auf den Magen schlägt. Die Atmosphäre in der Mannschaft ist schlecht, die Kartoffeln, die der Kapitän zu einem Spottpreis an Bord genommen hat, um in armseligen Zeiten zu sparen, wo es geht, sind bereits zu einem Großteil verdorben und ungenießbar. Der Ärger ist somit vorprogrammiert. Bei unzureichender oder miserabler Verköstigung ist die Besatzung bekanntermaßen in keiner guten Stimmung. Das Klima wird zunehmend gereizter.
Derweil freundet sich die junge Gouvernante mit dem Steward an, der sie als einziger mit Respekt behandelt. Der 2. Offizier Vosper ist ihr sofort sympathisch, doch der hält sich vornehm mit seinen Gefühlen zurück. Während der 1. Offizier Llewellyn von Ehrgeiz und Neid zerfressen nur von seinem ersten eigenen Kommando träumt und für die Fahrt düstere Prophezeiungen verheißt, legt Kapitän Ryland seine anfängliche Abneigung nach einer Weile ab, als ihm Ruth als Mensch offen und warmherzig entgegentritt.
Nach den ersten beiden Wochen, als die Reise zur Hälfte vorüber ist, macht ihr der Kapitän, der Ruth mehr und mehr als Frau zu schätzen gelernt hat und sehr an seiner Einsamkeit leidet, in seiner Kabine einen etwas linkisch anmutenden Heiratsantrag, der durch das Angebot an betonter materieller Absicherung schon etwas Verzweifeltes bekommt. Für die junge Ruth, noch naiv im Umgang mit Männern, weiß damit nicht richtig umzugehen und versucht, den Kapitän durch höfliche Unverbindlichkeit statt einer klaren Absage in seinen Gefühlen nicht zu verletzen, klingt sein Antrag unter einem pragmatischen Sicherheitsaspekt doch auch ein wenig verlockend. Sie ist mittellos und genauso einsam, doch sie kann sich nicht zu einem Bekenntnis durchringen. Bevor der Kapitän eine abschließende Antwort von Ruth erhalten kann, werden sie in der Kabine von Ernie unterbrochen, der zum gänzlich falschen Zeitpunkt die Kabine betritt und auf die verdorbenen Kartoffeln und die gereizte Stimmung in der Mannschaft verweist. Ryland ist ungehalten und weist den Bootsmann schroff und kompromisslos zurück.
Die Stimmung in der Mannschaft an Bord verschlechtert sich unterdessen weiter und ist nahe daran zu kippen. Burton ein Matrose geht auf Shorty los und Ernie geht energisch dazwischen, es kommt zum Kampf und der Bootsmann schlägt Burton nieder, als der mit einer Eisenkette auf ihn losgeht. Die Besatzung ist wegen der verdorbenen Nahrung nahe an einer Meuterei und nur mit Mühe kann sie der Bootsmann nochmal beschwichtigen, was ihm körperlich immer schwerer fällt. In seiner Verzweiflung nimmt er die Tatsache, dass Shorty in der Zwischenzeit die Kartoffeln ins Meer gekippt hat, auch noch auf sein persönliches Konto. Doch die ganzen Anstrengungen der vergangenen Wochen sind irgendwann zu viel, Ernie klappt völlig entkräftet zusammen und man bringt den Bootsmann in seine Kajüte.
Der Kapitän, der der gesamten Situation auf seinem Schiff mittlerweile ziemlich hilflos gegenübersteht, greift in seiner Verzweiflung zur Flasche. Als Ruth nun den erneut gestellten Heiratsantrag aus Mangel an Liebe ablehnt wird Ryland unversehens handgreiflich und fällt in stark alkoholisiertem Zustand über die Frau her. Vosper der 2. Offizier schreitet ein und verhindert somit eine mögliche Vergewaltigung, um den Preis, dass er den Kapitän dabei zu Boden schlägt. Als Ryland seinem 2. Offizier mit Bestrafung droht, setzt dieser ihn davon in Kenntnis, dass der Bootsmann Ernie soeben verstorben sei. Der Kapitän ist erschüttert.
Ryland, der Ernie im Grunde seines Herzens als tüchtigen und zuverlässigen Seemann geschätzt aber die gesundheitliche Situation seines Bootsmannes völlig falsch beurteilt hat, macht sich bittere Vorwürfe und greift nun umso heftiger zur Flasche. Als er am Morgen danach den Gottesdienst für den auf See gestorbenen Bootsmann abhalten und ihm damit die letzte Ehre erweisen soll, ist er dazu fast nicht in der Lage. Ruth hilft dem stark angetrunkenen Kapitän mit starkem Kaffee halbwegs auf die Beine. John Ryland ist wegen seiner Strenge und seiner harten Haltung bei der Schiffsbesatzung mittlerweile in Ungnade gefallen. Die Mannschaft erwartet den nötigen Respekt des Kapitäns gegenüber ihrem toten Kameraden. Die Zeremonie fällt aufgrund des Zustands von Ryland kurz, schmucklos und unpersönlich aus.
Nach der Beisetzung von Ernies Leichnam auf hoher See kommt, als würden die Götter diesem unwürdigen Schauspiel zürnen, schlechtes Wetter auf. Vosper, der insgeheim glücklich über Ruths Absage an den Kapitän ist, gesteht ihr in der Zwischenzeit seine wahren Gefühle. Erste zarte Bande werden geknüpft. Der aufgekommene Wind und der Regen verwandeln sich aber bald in einen Sturm und Offiziere und Mannschaft kämpfen in der Dunkelheit der Nacht verzweifelt um das Schiff. Da der Kapitän wieder wie ein Häuflein Elend angetrunken in seiner Kabine hockt, steht der 1. Offizier Llewellyn plötzlich in der Pflicht und ist mit der plötzlichen Verantwortung in dieser Notsituation völlig überfordert. Er zeigt Nerven und will im Sturm beidrehen und das Schiff zur Not abschleppen lassen. In diesem Augenblick betritt der Kapitän doch noch das Steuerhaus und übernimmt angetrunken doch bei Sinnen selbst das Ruder. Er will sein Schiff später nicht einfach einer Bergungsmannschaft überlassen, sondern mit einem letzten Rest von Stolz lieber tatkräftig gegen den Sturm ankämpfen. Trotz der Gefahr, dass die an Bord befindlichen Kohlenvorräte knapp werden könnten, befiehlt er volle Fahrt voraus.
Ruth die durch die Heftigkeit des Seegangs und den ersten Wassereinbruch nicht länger in ihrer Kabine verharren will, tut das völlig falsche und tritt durch die Tür mitten in den Sturm. Ein Mast schwenkt bedrohlich bei jeder Bewegung des Schiffes über das Deck. Wasserfontänen und gewaltige Brecher spülen die junge Frau über den Schiffsboden. Vosper, der das drohende Unglück bemerkt, eilt zu Hilfe. Gemeinsam kämpfen sie unter Aufbietung aller Kräfte darum, nicht von Bord gespült zu werden. Vosper kann Ruth im letzten Moment zu sich heranziehen und zurück in ihre Kabine tragen. Ruth zeigt ihrem Retter ihre Dankbarkeit.
Der Kapitän läuft derweil auf der Brücke zur alten Hochform auf. Mitten im Sturm ist der erfahrene und kompetente Seemann plötzlich wieder hellwach und in seinem Element. Dort kann der Kapitän seinen Mann stehen. Ryland rettet mit einem Husarenritt auf den Wellen das Schiff und bringt es sicher zurück in den Hafen nach England.
Handlungsstrang zurück in die Gegenwart: Kapitän Ryland verlässt merklich gealtert nun doch mit ein bisschen Wehmut das Schiff der Handelsgesellschaft, er hat sich nach langen Jahren von seinen Ersparnissen ein kleines Haus an der Küste gekauft, eher einsam gelegen, doch die Einsamkeit ist er ja gewohnt. Mr. und Mrs. Vosper stehen zum Abschied an der Reling und Ruth vergießt offene Tränen, als Ryland unten am Quai allein in ein Auto steigt und man weiß nicht, ob es Tränen des Bedauerns oder Tränen des Mitgefühls sind.

## Synchronisation
Die deutschsprachige Synchronisation wurde von der Rank-Film Synchron-Produktion Hamburg erstellt.
| Rolle                       | Darsteller     | Synchronstimme      |
| --------------------------- | -------------- | ------------------- |
| Vosper 2. Offizier          | Anthony Steel  | Sebastian Fischer   |
| Kapitän John Ryland „Lucky“ | Peter Finch    | Wolfgang Eichberger |
| Ruth Elton                  | Diane Cilento  | Karin Himboldt      |
| Bohannon der Steward        | Cyril Cusack   | Gert Niemitz        |
| Ernie der Bootsmann         | Geoffrey Keen  | Arnold Marquis      |
| Pettigrew der Chefingenieur | Hugh Griffith  | Helmut Peine        |
| Llewellyn 1. Offizier       | Duncan Lamont  | Heinz Reincke       |
| Ted Burns Schiffszimmermann | Gordon Jackson | Werner Dahms        |
| Shorty                      | Bryan Forbes   | Hans Günther Sr.    |
| Sheltia                     | Sam Kydd       | Joseph Offenbach    |

## Kritiken
„Auf einem Frachtdampfer, der in den 30er Jahren von Südamerika nach England unterwegs ist, konkurrieren zwei Schiffsoffiziere um eine attraktive Passagierin. Unkomplizierter Liebes- und Seemannsfilm, der durch einen Sturm zusätzliche Spannung erhält.“

## Produktionsnotizen
Die musikalische Leitung hatte Muir Mathieson. Die Bauten stammen von Alex Vetchinsky. Die Kostüme lieferte Phyllis Dalton. Geoffrey Rodway zeichnete als Maskenbildner verantwortlich und die Produktionsleitung hatte Roy Goddard. Drehort des Films waren die Pinewood Studios, in Iver Heath, Buckinghamshire in England.

## DVD
- Format: Dolby, HiFi-Sound, PAL
- Sprache: Deutsch (Dolby Digital 2.0), Englisch (Dolby Digital 2.0)
- Region: alle Regionen
- Bildseitenformat: 4:3 – 1,33:1
- Anzahl Disks: 1
- FSK: freigegeben ab 12 Jahren
- Studio: Phoenix Neue Medien GmbH
- Erscheinungstermin: 20. März 2006
- Produktionsjahr: 1955
- Erstaufführung: April 1955 (England)
- Erstaufführung: 28. Oktober 1955 (Deutschland)
- Spieldauer: 97 Minuten